# Килимник Олег Володимирович
Оле́г Володи́мирович Кили́мник (26 липня 1913, Ямпіль, Катеринопільський район — 2 лютого 2001, Київ) — український критик та літературознавець, доктор філологічних наук, професор, член Спілки письменників України.

## Життєпис
Народився 26 липня 1913 року в селянській родині. (Справжнє прізвище Розенберг — взяв прізвище дружини). Навчався у Первомайському педагогічному технікумі. В 1933—1935 роках викладав українську мову в Алчевську.
В 1939 році закінчив Одеський педагогічний інститут. Викладав в Смілянському технікумі. З 1940 року навчався в аспірантурі. Учасник Другої світової війни, весь час був на передовій усі 900 днів блокади Ленінграда, артилерист. За часи війни пройшов шлях від рядового до підполковника. Інвалід війни. Після війни закінчив аспірантуру при інституті української літератури АН УРСР. В 1948—1949 був вченим секретарем, а у 1949—1950  роках — старшим науковим співробітником відділу української радянської літератури Інституту української літератури ім. Т. Г. Шевченка.
Кавалер трьох бойових орденів.
Помер 2 лютого 2001 року у м. Київ.

#### Є упорядником та автором передмов таких видань
- 1956 — «Андрій Головко. Критико-біографічний нарис»,
- 1958 — «Володимиру Сосюрі. Збірник, присвячений шістдесятиріччю з дня народження і сорокаріччю літературної діяльності поета»,
- 1960 — «Максимові Рильському. Збірник, присвячений шістдесятип'ятиріччю з дня народження і п'ятдесятиріччю літературної діяльності поета»,
- 1960 — «Дніпрова чайка. Твори»,
- 1962 — «Юрій Яновський. Очерк творчості»,
- 1963 — Василь Кучер. «Голод»,
- 1964 — «Романтика правди: питання романтики в українській радянській літературі»,
- 1968 — «Крізь роки: літературно-критичні нариси»,
- 1969 — «Голос ніжності і правди. Спогади про Володимира Сосюру»,
- 1973 — «Поет і час. Літературно-критичні нариси»,
- 1976 — «Письменники радянської України — бібліографічний довідник» — з О. І. Петровським та Полікарпом Шабатиним,
- 1980 — «Про Андрія Головка: спогади, статті»,
- 1983 — «Світло отчого дому: Статті, етюди, все про Василя Козаченка»,
- 1988 — книжки спогадів «З вершини літ» — про П. Тичину, М. Рильського, В. Сосюру.
- 1998 — «Незабутні»,
- «Олесь Гончар»,
- Спогади про О. Гончара, О. Копиленка, М. Стельмаха, Г. Епіка.